# Bouda
Bouda (in caratteri arabi: بودة) è una città dell'Algeria facente parte del distretto di Adrar, nella provincia di Adrar.